# Bubo blakistoni
Il gufo pescatore di Blakiston (Bubo blakistoni Seebohm, 1884) è un uccello strigiforme della famiglia degli Strigidi.

## Descrizione

### Dimensioni
Misura circa 72 cm di lunghezza ed ha un'apertura alare di 180-190 cm. Pesa tra i 3000 e i 3700 g.

### Aspetto
Negli adulti il disco facciale è di colore marrone-fulvo con sottili strisce nere, e non è contornato da nessun tipo distinto di bordo. Una fila di piume rigide quasi interamente bianche orna la parte superiore degli occhi, la fronte e la base del becco. Il mento è prevalentemente bianco. Il resto della testa e le parti superiori sono marroni con delle striature sotto forma di linee spezzate scure ed i bordi delle piume color camoscio. La parte posteriore del collo reca tracce di barre. Le zone del dorso dove il marrone scuro è dominante appaiono più scure. La mantellina presenta un aspetto più chiaro, con barre e strisce marroni. Le ali sono marroni scure con numerosi motivi color camoscio-giallastri. Sulla coda vi sono 7 od 8 barre giallo-crema su sfondo marrone. Le piume delle parti inferiori sono di colore camoscio-marrone chiaro con base grigia. L'intera parte inferiore è striata di bruno-nerastro con sottili barre ondulate marrone chiaro. Le sotto-caudali sono color crema con alcune macchie scure. I tarsi sono ricoperti di piume, ma le zampe grigie sono glabre. L'iride è giallastra e il becco è grigio. Gli artigli sono color corno scuro.
Alla nascita i giovani sono ricoperti di piumino bianco. Quando le piume sono cresciute, è possibile vedere una macchia marrone scura al loro centro e un bordo bianco all'esterno, che conferiscono loro un aspetto più maculato di quello degli adulti.

### Voce
Il gufo pescatore di Blakiston emette un richiamo profondo e breve, boo-boo woo o foo foroo. Talvolta sono stati uditi anche canti elaborati in duetto. Il grido di richiamo e di riconoscimento dei giovani è un trillo esteso e mal articolato, pi-prrir-prrir. Questo è tutto ciò che sappiamo riguardo al richiamo di questa specie.

## Biologia
In Manciuria, i gufi pescatori di Blakiston vanno a caccia quando inizia a calare la notte. Secondo alcune osservazioni, lungo gli affluenti dell'Ussuri, sarebbero attivi sia nelle ultime ore della giornata che durante la notte, ma queste osservazioni sono valide per la fine della stagione della nidificazione, quando i giovani sono ancora nel nido e le notti estive sono relativamente brevi. Contrariamente ad altri rapaci notturni, i gufi pescatori di Blakiston trascorrono molto tempo a terra, lasciando tracce ben visibili sul terreno lungo le rive dei torrenti. In inverno, le tracce sono relativamente numerose nei pressi dei fori che vengono fatti dagli uomini nel ghiaccio che ricopre i fiumi. Durante il periodo invernale, i gufi pescatori di Blakiston formano piccoli gruppi di 5 o 6 esemplari in prossimità dei torrenti dal corso rapido e degli specchi d'acqua che sono liberi dai ghiacci.

### Alimentazione
I gufi pescatori di Blakiston si nutrono principalmente di pesci, talvolta anche di dimensioni considerevoli. L'elenco delle prede comprende lucci dell'Amur, pesci gatto, barbi, trote e salmoni, ma anche gamberi (Astacus schrenkii). Questi uccelli mangiano anche rane, che vengono talvolta catturate in gran numero per essere date ai giovani. In inverno, i gufi pescatori di Blakiston cacciano mammiferi che possono raggiungere le dimensioni di una lepre, di una martora o di un cane di piccola taglia. Catturano le prede entrando in acqua, guadando in acque poco profonde e fermandosi prima di saltare sulla vittima. Talvolta i gufi pescatori di Blakiston catturano le prede alla stessa maniera delle aquile di mare.

### Riproduzione
Generalmente i gufi pescatori di Blakiston non nidificano tutti gli anni. Se le risorse alimentari non sono sufficienti o se le condizioni climatiche sono troppo dure, questi volatili preferiscono ignorare del tutto la riproduzione piuttosto che vedere le loro nidiate andate perse. Nelle annate in cui le condizioni vengono giudicate soddisfacenti, la deposizione ha luogo a partire da marzo, quando il terreno e gli alberi sono ancora ricoperti di neve. Nelle isole Curili è possibile trovare dei giovani gufi già nel mese di aprile. Lungo gli affluenti dell'Ussuri questi rapaci notturni costruiscono i nidi nelle cavità naturali degli alberi, di solito pioppi o frassini della Manciuria. I nidi sono posti generalmente ad un'altezza che varia tra i 16 e i 18 metri al di sopra del terreno, ma talvolta vengono costruiti anche in un albero caduto o addirittura sul terreno. I tronchi di albero utilizzati sono generalmente molto larghi e spaziosi.
Ogni covata comprende in media due uova, simili per colore e dimensioni a quelle degli altri gufi reali del genere Bubo. Sono interamente bianche e misurano al massimo 62 millimetri per 50. I maschi si occupano di portare il nutrimento alla femmina che cova. Quest'ultima si dedica da sola all'incubazione, che si protrae per quasi 35 giorni. Dopo la schiusa, non riceve praticamente nessun tipo di aiuto da parte del suo compagno per quanto riguarda l'educazione e la cura dei piccoli. Questi ultimi lasciano il nido nel giro di 35-40 giorni, ma restano dipendenti dai genitori per il cibo per qualche mese ancora.

## Distribuzione ed habitat
I gufi pescatori di Blakiston frequentano soprattutto le foreste rivierasche e le foreste primarie di conifere. Si incontrano principalmente lungo i fiumi e i corsi d'acqua che hanno un'alta portata d'acqua e che non vengono mai ricoperti dal ghiaccio durante i periodi più duri dell'inverno. Nella regione dell'Ussuri, vivono nelle fitte foreste miste di conifere e latifoglie delle pianure attraversate da grandi fiumi. Spesso i gruppi di alberi dove risiedono sono situati su piccole isole in mezzo a fiumi dalla corrente rapida. Nelle isole Curili, questi grossi rapaci abitano le foreste fitte di abeti e di pecci frammisti ad alcuni alberi a foglie caduche lungo le sponde dei laghi, le foci dei fiumi o le coste marine. Nell'estremo nord, vanno a pesca anche lungo le coste rocciose.
I gufi pescatori di Blakiston sono originari delle regioni nord-orientali del continente asiatico. Il loro areale si estende attraverso la Siberia orientale da Vladivostok fino a Sakhalin e lungo le coste del mare di Okhotsk, proseguendo verso ovest fin quasi al lago Baikal. A sud, questi rapaci notturni occupano le regioni montuose della Manciuria occidentale e nord-occidentale, spingendosi verso sud fino al confine tra la penisola coreana e l'Heilongjiang in Cina. I gufi pescatori di Blakiston sono presenti anche in Hokkaidō e nelle isole più meridionali dell'arcipelago delle Curili.

## Tassonomia
Ne vengono riconosciute ufficialmente due sottospecie:
B. b. doerriesi Seebohm, 1895, diffusa nella Siberia sud-orientale da Vladivostok fino al confine con la penisola coreana, nella Manciuria occidentale e nella Cina nord-orientale;
B. b. blakistoni Seebohm, 1884, la forma nominale, presente a Sakhalin, Hokkaidō e nelle isole Curili.

## Conservazione
Questa specie è rara e il suo futuro è seriamente minacciato. In Siberia, Sakhalin e Curili comprese, la popolazione complessiva non supera le poche centinaia di esemplari. Ad Hokkaidō ne rimangono probabilmente meno di 50 coppie. Lungo 350 km di fiumi in Manciuria, non ne sono stati trovati più di 30 individui. In Siberia questi volatili si concentrano nei pressi dei fori di aerazione nel ghiaccio, il che li rende estremamente vulnerabili a pescatori, cacciatori e cercatori di pellicce. Tuttavia sono state adottate apposite misure di protezione, che prevedono anche l'installazione di cassette nido, e si cominciano già a percepire i primi segnali incoraggianti di questa politica conservazionista sotto forma di una recente crescita della popolazione.